# Joaquina García Balmaseda
Joaquina García Balmaseda de González (Madrid, 17 de febrero de 1837-Madrid, 2 de marzo de 1911) fue una actriz, periodista, poeta, comediógrafa y escritora española, que usó los pseudónimos de Baronesa de Olivares, Aurora Pérez de Mirón, Adela Samb y Condesa de Valflores.

## Biografía
Nacida el 17 de febrero de 1837 en Madrid, era hija de una familia humilde, formada por Dámaso García Fernández y Francisca Balmaseda Olivares. Estudió Declamación en el Conservatorio de Madrid.
Su carrera literaria empezó en 1860, a los veintitrés años. Compuso tres obras teatrales, tres libros de consejos para mujeres, un álbum para señoritas (subtitulado Tratado de las labores frivolité y malla), tres libros de poesía, un libro de utilidad para las más jóvenes y seis traducciones, algunas de ellas "como regalo" a los suscriptores de La Correspondencia de España, y artículos periodísticos.
Sus tratados sobre educación de la mujer y sobre labores femeninas fueron muy leídos; su obra más conocida,  La madre de familia. Diálogos instructivos sobre la religión, la moral y las maravillas de la naturaleza, publicada por primera vez en 1860, había alcanzado en 1919 la duodécima edición, y no en vano fue declarada oficial para las escuelas de primera enseñanza.
Empezó su carrera periodística colaborando en La Educación Pintoresca y en La Floresta (1857) de Barcelona y a partir de ahí en numerosas revistas y periódicos durante más de treinta y cinco años: en La Correspondencia de España (1860), para cuyo folletín o novela por entregas tradujo innumerables novelas del francés, del italiano y del inglés, fuera de llevar la crítica literaria desde 1864 y escribir también las crónicas de modas; El Museo de las Familias (1861), en La Aurora de la Vida (1861), en La América (1861 y 1867), en La Educanda (1862-1865), en El Museo Literario (Valencia, 1863-1866), en La Violeta (1864). En octubre de 1883, a los cincuenta y seis años de edad, fue nombrada directora de El Correo de la Moda, sucediendo a Ángela Grassi de Cuenca, periódico en el que mantenía una sección escrita por ella, "Revista de Modas", que perduraría durante más de veinte años (1866-1886); también, bajo diversos pseudónimos, se multiplicó como redactora.
Poseía una rica erudición, cual demuestra en su ensayo La actriz española, en que refiere una detallada historia del teatro desde sus raíces griegas hasta su estado actual en España. Su artículo periodístico «La mujer artista», que sale tan solo un año después de la publicación de su tercera y última obra teatral, Un pájaro en el garlito, contiene una defensa de la mujer, en tanto que artista pero también en general. Esta precursión sirvió de trasfondo ideológico en su producción dramática: «No por esto creáis que la naturaleza la hizo inferior [a la mujer]: su docilidad subyuga, su abnegación interesa, su carácter dulce domina, porque la naturaleza que dio distintas armas para luchar al hombre y a la mujer, no hizo las de ésta inferiores por fortuna».
En su juventud, la autora había sido actriz durante cuatro años en la compañía de Joaquín Arjona, por lo que el artículo se puede convertir en mucho más que un tratado sobre las consecuencias de la vida pública de una actriz. El motivo del artículo en estas palabras de la autora: «Sin negar que la felicidad doméstica sea compatible con la celebridad de la mujer, debo haceros comprender que en muchas ocasiones sacrifica la primera a la segunda». En efecto, en sus tres cortas piezas teatrales desarrolla el tema del antagonismo entre los sexos y en ellas la mujer lucha por afirmar su independencia, aunque al final se deje convencer para aceptar el amor que se le ofrece.
Aunque vivió inmersa en el neocatolicismo imperante durante la época de Isabel II, la escritora abrió importantes brechas, todas ellas relativas a la educación de la mujer como pilar de la célula familiar, pero también como medio para garantizar a la mujer soltera buenas condiciones de vida, su independencia y su libertad.
Falleció el 2 de marzo de 1911 en Madrid.

## Obras

### Teatro
- Genio y figura, Madrid, Imprenta de José Rodríguez, 1861.
- Donde las dan..., Madrid, Establecimiento tipográfico de Eduardo Cuesta, 1868.
- Un pájaro en el garlito, Madrid, Imprenta de José Rodríguez, 1871.

### Lírica
- Entre el cielo y la tierra, 1868, con prólogo de Manuel Cañete.

### Traducciones paraLa Correspondencia de España
- La dicha de ser rico, de Hendrik Conscience
- El Crimen de Orcival,  El dinero de los otros,  El legajo núm. 113,  El proceso Lerouge, La canalla dorada, Los esclavos de Paris y Los secretos de la casa Champdoce, de Émile Gaboriau
- Amada, El caballero Fortuna, El paraíso de las mujeres y El  pretil de aventureros, de Paul Feval
- Dos madres, El conde de Coulange, La encantadora, y La hija maldecida, de Jules Émile Richebourg
- Cesarina Dietrich, El marqués de Villemer y Flamarandre, de George Sand
- El coche número 13, El médico de las locas y El secreto de la Condesa, de Xavier de Montepin.
- La hada de Auteuil, Los amores de Aurora, y Los misterios de una raza, de Pierre Alexis Ponson du Terrail
- La muerta viva, Marido y mujer, y Pobre Lucila, de Wilkie Collins
- Cecilia y Creación y redención de Alejandro Dumas
- Diario de una mujer de Octave Feuillet
- Dos miserias de Émile Souvestre
- El abismo, de Charles Dickens
- El beso de la Condesa Sabina, de Antonio Gaccianiga.
- El caballero de Pampelonne, de Henri Ange Aristide de Gondrecourt
- El capitán del buitre, de Mary Elizabeth Braddon
- El padre de Marcial, de Albert Delpit
- El prometido de Simona, de Víctor Cherbulier
- El renegado, de Jules Claretie
- El vampiro de Valdegracia, de León Gozlen
- Fremont joven y Risler mayor, de Alphonse Daudet
- La novia, de Enmanuel González
- Los amores de una gran señora, de Alfred de Bréhat
- Los malvados, de Fortuné du Boisgobey
- Madama Frainex, de Roberto Halt
- Santiago Broneau, de Madame de Clesinger
- Sergio Panine de Georges Ohnet
- Un estreno en la Opera, de Ernest-Aimé Feydeau
- Un hogar en Akesta, de Emilio Gaboriau

### Ensayo
- "Lo que toda mujer debe saber" (1877), en  La mujer en los discursos de género: textos y contextos en el siglo xix, Catherine Jagoe, Alda Blanco y Cristina Enríquez de Salamanca, eds., Madrid, Icaria, 1995, pp. 95-99.
- "La actriz española" (1881), en Faustina Sáez de Melgar (editora), Las mujeres españolas, americanas y lusitanas pintadas por sí mismas, Alicante, Biblioteca Virtual «Miguel de Cervantes», 2006.

### Varios
- La madre de familia: diálogos instructivos sobre la religión, la moral y las maravillas de la naturaleza, Madrid: D. A. Santa Coloma, 1860.
- Tratado de las labores frivolité y malla.